# サリフ・ウチャン
サリフ・ウチャン（Salih Uçan, 1994年1月6日 - ）は、トルコ・マルマリス出身のサッカー選手。ベシクタシュJK所属。ポジションはMF。

## 経歴
ブジャスポルでプロキャリアをスタートさせ、2012年6月6日、フェネルバフチェSKに5年契約で移籍。
2014年、イタリアのASローマにレンタル移籍した。この移籍には1100万ユーロ（約15億円）の買い取りオプションが付与されている。
2022年1月28日、イスタンブール・バシャクシェヒルFKにシーズン終了までのレンタル移籍。

## 代表歴
トルコ代表として各年代で招集され、2013 FIFA U-20ワールドカップでは1得点を記録した。2013年11月15日、北アイルランド代表戦でA代表デビューを果たした。

## 所属クラブ
- ブジャスポル 2010-2012
- フェネルバフチェSK 2012-2019

→ ASローマ 2014-2016 (loan)
→ FCシオン 2017-2018 (loan)
→ エンポリFC 2018-2019 (loan)
- エンポリFC 2019
- アランヤスポル 2019-2021
- ベシクタシュJK 2021-

→ イスタンブール・バシャクシェヒルFK 2022 (loan)

## タイトル
クラブ
フェネルバフチェSK
- スュペル・リグ (1): 2013–14
- テュルキエ・クパス (1): 2012–13